# Marginal Tietê
Marginal Tietê er den travleste motorvej i São Paulo, Brasilien.
Den har 24,5 km forlængelse, den blev indviet i 1957. På grund af deres store trængsel, i 2010 var nødt til at udvide sine ruter for at forbedre trafikafviklingen.